# Rafael Montejano y Aguiñaga
Rafael Montejano y Aguiñaga (San Luis Potosí, 1919 - ibídem, 2000) fue un sacerdote, bibliotecario, arqueólogo,  catedrático, investigador, historiador y académico mexicano. Se especializó en la historia de su estado natal.

## Biografía
Realizó sus primeros estudios en la Escuela José María Morelos, la cual era católica y privada. En 1930, durante la época del maximato, ingresó al Seminario Guadalupano de su ciudad natal, concluyendo sus estudios de Humanidades y Filosofía en 1938. Viajó a Roma para continuar sus estudios en Teología en la Pontificia Universidad Gregoriana, la tesis de su licenciatura fue El problema del mal en la ciudad de Dios de San Agustín. En 1943, ingresó a la Escuela Vaticana de Biblioteconomía, y Escuela Vaticana de Paleografía, Diplomática y Archivística para cursar sus estudios como bibliotecario. Fue discípulo del jesuita Pedro de Leturia, obtuvo la licenciatura en Historia con la tesis El problema del clero indígena en México durante el siglo XVI.
Regresó a México, en 1945 realizó estudios en la Escuela de Arqueología y Antropología de la Universidad Autónoma de San Luis Potosí. En 1959, realizó un seminario de Biblioteconomía en Estados Unidos. De 1945 a 1959 fue catedrático en diversas instituciones, impariendo las materias de filosofía, historia universal, historia del arte, biblioteconomía, latín, sociología, historia de México, técnica de periodismo, etimologías, economía y ética del trabajo social.
Tuvo bajo su cargo la biblioteca de la Universidad Autónoma de San Luis Potosí, fue presidente de la Asociación de Bibliotecarios de Universidades e Institutos de Enseñanza Superior de la República Mexicana. En 1970, fundó la Academia de Historia Potosina, de la cual fue presidente.  Escribió artículos de difusión para los periódicos y publicaciones Cultura Cristiana, El Heraldo, El Sol de San Luis y Estilo.
Fue nombrado miembro de número de la Academia Mexicana de la Historia el 27 de marzo de 1973, tomó posesión del sillón N° 20 el 26 de agosto de 1974 con el discurso "Sobre la historiografía potosina", el cual fue contestado por Luis González y González. Fue elegido miembro correspondiente de la Academia Mexicana de la Lengua. Murió en 2000.

## Obras publicadas
- La Parroquia de Tancanhuitz: datos para su historia, en 1954
- Lo que escribió Manuel José Othón: bibliografía esencial, en 1959.
- La introducción de la imprenta y el grabado en San Luis Potosí, en 1964.
- El Valle de Santa Isabel del Armadillo, S.L.P., en 1964.
- El Valle del Maíz, San Luis Potosí, en 1967.
- Alaquines y su Señor del Santo Entierro, en 1968.
- El clero y la independencia en San Luis Potosí, en 1971.
- El Palacio Municipal de la ciudad de San Luis Potosí, en 1972.
- El Palacio de Gobierno de San Luis Potosí, en 1973.
- La historiografía potosina, en 1974.
- Santa María de Guadalupe en San Luis Potosí: su culto, su santuario, su calzada y sus santuarios, en 1982.
- Los Obispos de San Luis Potosí y Ciudad Valles. La Diócesis y otra Información, en 1987.
- Guía de la Ciudad de San Luis Potosí, en 1988.
- San Luis Potosí, la tierra y el hombre, en 1990.
- San Miguel de Mexquitic de la Nueva Tlaxcala Tepeticpac, S.L.P., en 1991.
- El Real de Minas de la Purísima Concepción de los Catorce, San Luis Potosí, en 1993.
- Del viejo San Luis: tradiciones, leyendas y sucedidos, en 1995.
- Calles y callejones del viejo San Luis: tradiciones, leyendas y sucedidos, en 1997.
- Manuel José Othón y su ambiente, en 1997.